# Urogramma
Urogramma is een geslacht van vliesvleugeligen uit de familie Trichogrammatidae. De wetenschappelijke naam van dit geslacht is voor het eerst geldig gepubliceerd in 1920 door Girault.

## Soorten
Het geslacht Urogramma omvat de volgende soorten:
- Urogramma latreille Girault, 1929
- Urogramma lucrum Girault, 1920
- Urogramma minuta Girault, 1920